# 말 매개 치료

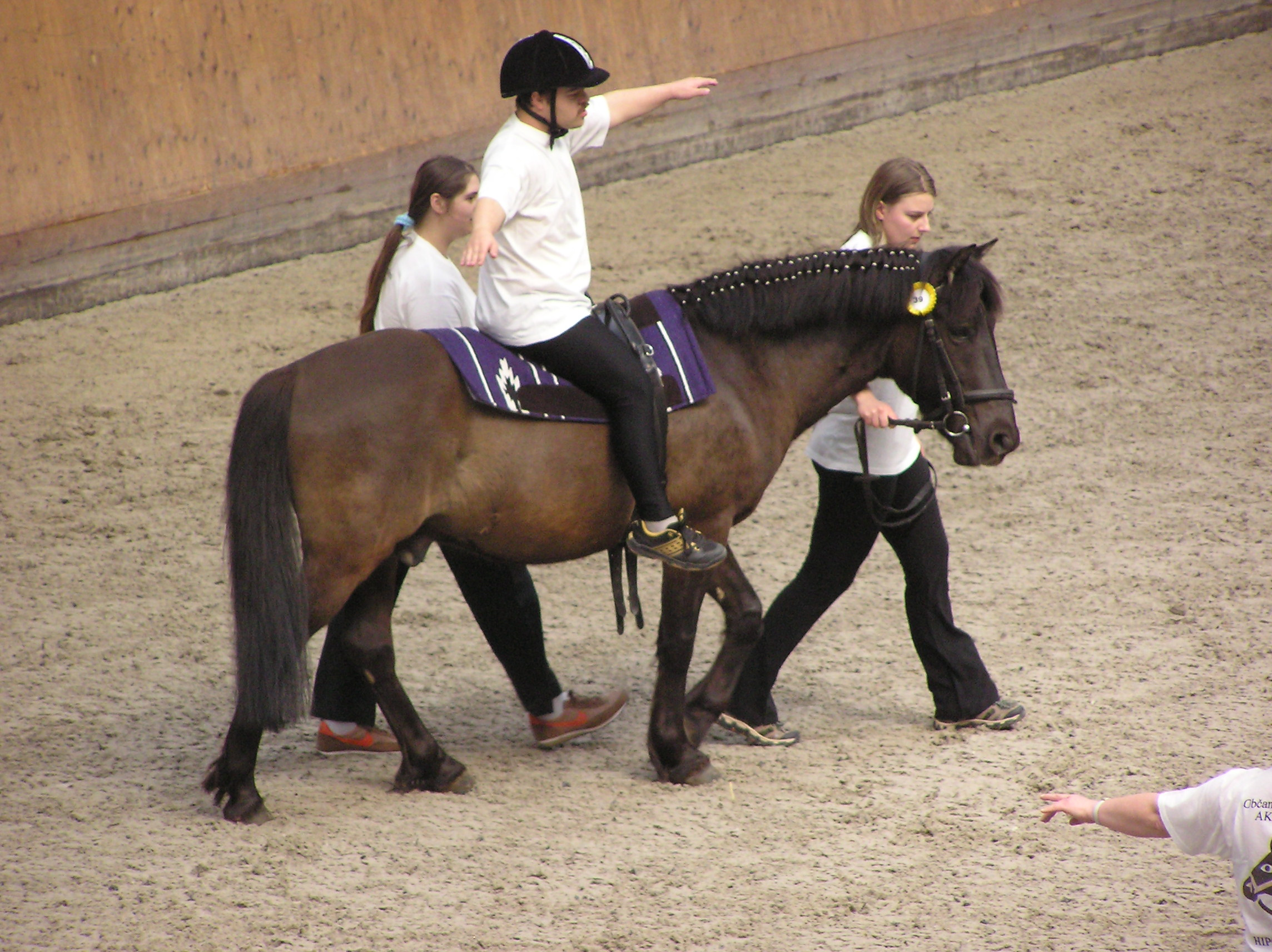
말을 매개로 치료받는 모습

말 매개 치료( - 媒介治療, 영어: equine-assisted therapy, EAT)는 동물 매개 치료에서 말을 의미한다.

## 같이 보기
- 동물 매개 치료